# Mouzeuil-Saint-Martin
Mouzeuil-Saint-Martin és un municipi francès situat al departament de Vendée i a la regió de País del Loira. L'any 2007 tenia 1.135 habitants.

## Demografia

### Població
El 2007 la població de fet de Mouzeuil-Saint-Martin era de 1.135 persones. Hi havia 490 famílies de les quals 148 eren unipersonals (64 homes vivint sols i 84 dones vivint soles), 175 parelles sense fills, 143 parelles amb fills i 24 famílies monoparentals amb fills.
La població ha evolucionat segons el següent gràfic:
Habitants censats

### Habitatges
El 2007 hi havia 570 habitatges, 489 eren l'habitatge principal de la família, 47 eren segones residències i 34 estaven desocupats. 566 eren cases i 3 eren apartaments. Dels 489 habitatges principals, 390 estaven ocupats pels seus propietaris, 95 estaven llogats i ocupats pels llogaters i 5 estaven cedits a títol gratuït; 1 tenia una cambra, 17 en tenien dues, 79 en tenien tres, 134 en tenien quatre i 259 en tenien cinc o més. 448 habitatges disposaven pel capbaix d'una plaça de pàrquing. A 214 habitatges hi havia un automòbil i a 220 n'hi havia dos o més.

### Piràmide de població
La piràmide de població per edats i sexe el 2009 era:
| Homes | Edats   | Dones |
| ----- | ------- | ----- |
| 0     | 95 o +  | 0     |
| 0     | 90 a 94 | 0     |
| 12    | 85 a 89 | 12    |
| 16    | 80 a 84 | 12    |
| 24    | 75 a 79 | 20    |
| 36    | 70 a 74 | 40    |
| 20    | 65 a 69 | 36    |
| 32    | 60 a 64 | 32    |
| 16    | 55 a 59 | 32    |
| 36    | 50 a 54 | 12    |
| 40    | 45 a 49 | 20    |
| 24    | 40 a 44 | 40    |
| 60    | 35 a 39 | 52    |
| 56    | 30 a 34 | 32    |
| 12    | 25 a 29 | 24    |
| 24    | 20 a 24 | 32    |
| 32    | 15 a 19 | 36    |
| 40    | 10 a 14 | 40    |
| 28    | 5 a 9   | 32    |
| 24    | 0 a 4   | 44    |

## Economia
El 2007 la població en edat de treballar era de 684 persones, 489 eren actives i 195 eren inactives. De les 489 persones actives 448 estaven ocupades (246 homes i 202 dones) i 41 estaven aturades (14 homes i 27 dones). De les 195 persones inactives 80 estaven jubilades, 38 estaven estudiant i 77 estaven classificades com a «altres inactius».

### Ingressos
El 2009 a Mouzeuil-Saint-Martin hi havia 497 unitats fiscals que integraven 1.193 persones, la mediana anual d'ingressos fiscals per persona era de 15.749 €.

### Activitats econòmiques
Dels 42 establiments que hi havia el 2007, 2 eren d'empreses extractives, 1 d'una empresa alimentària, 3 d'empreses de fabricació d'altres productes industrials, 14 d'empreses de construcció, 6 d'empreses de comerç i reparació d'automòbils, 5 d'empreses de transport, 1 d'una empresa d'hostatgeria i restauració, 1 d'una empresa financera, 1 d'una empresa immobiliària, 5 d'empreses de serveis, 2 d'entitats de l'administració pública i 1 d'una empresa classificada com a «altres activitats de serveis».
Dels 10 establiments de servei als particulars que hi havia el 2009, 1 era un taller de reparació d'automòbils i de material agrícola, 1 paleta, 2 guixaires pintors, 2 fusteries, 1 lampisteria, 1 electricista i 2 empreses de construcció.
Dels 2 establiments comercials que hi havia el 2009, 1 era una botiga de menys de 120 m² i 1 una fleca.
L'any 2000 a Mouzeuil-Saint-Martin hi havia 33 explotacions agrícoles que ocupaven un total de 1.860 hectàrees.

## Equipaments sanitaris i escolars
El 2009 hi havia 2 escoles elementals.

## Poblacions més properes
El següent diagrama mostra les poblacions més properes.